# Bartholomäus Koßmann

Bartholomäus Koßmann

Bartholomäus Koßmann (* 2. Oktober 1883 in Eppelborn, Deutsches Kaiserreich; † 9. August 1952 in Homburg, Saarland) war ein saarländischer Politiker der Zentrumspartei (später CVP). Er bekleidete zur Zeit des Saargebiets, von 1920 bis 1935, zahlreiche hohe Regierungspositionen; unter anderem war er Oberregierungsrat, Vorsitzender des Landesrates und ab 1924 Mitglied der Regierung des Saargebietes. Er galt als entschiedener Gegner des NS-Regimes, weswegen er zur NS-Zeit mehrfach inhaftiert wurde. Nach Ende des Krieges wurde Koßmann Mitbegründer der ersten christdemokratischen Partei des Saarlandes, der CVP. Er gehörte dem Saarländischen Landtag von 1947 bis zu seinem Tod an.

## Leben
Der Sohn des Metzgermeisters Michael Koßmann (1841–1885) und dessen Frau Elisabeth Meyer war nach dem Abschluss der Volksschule von 1899 bis 1905 Bergmann in der Grube Camphausen. Er schloss sich bereits als junger Mann der katholischen Arbeiterbewegung an und wurde Anfang März 1903 in Neunkirchen Sekretär der dortigen katholischen Arbeitervereine. Ab 1909 gehörte er dem Gemeinderat von Neunkirchen an und war ab 1917 im Verbandsvorstand der katholischen Arbeitervereine tätig.
Koßmann zog 1912 als jüngster Abgeordneter für das Zentrum in den Deutschen Reichstag ein, wo er den Wahlkreis Trier 6 (Ottweiler) vertrat. Bei seinem Einzug in den Reichstag galt er als Anhänger der sogenannten Osterdienstagsleute um Hermann Roeren, also der Berliner Richtung im Zentrums- und Gewerkschaftsstreit. Ab 1914 saß er der Fachabteilung Bergbau vor. Nach dem Ersten Weltkrieg gehörte er von Januar 1919 bis 1920 der Weimarer Nationalversammlung an. Im Gegensatz zur Mehrheit seiner Fraktionskollegen stimmte er am 22. Juni 1919 in der Nationalversammlung gegen die Unterzeichnung des Versailler Vertrages. Im Jahre 1919 war er außerdem Mitglied der Verfassunggebenden Preußischen Landesversammlung. Koßmann wurde 1920 zum Oberregierungsrat ernannt. Von 1922 bis 1925 war er Vorsitzender des Landesrates und ab 1924 Mitglied der Regierungskommission des Völkerbundes für das Saargebiet. Zudem war Koßmann von 1920 bis 1935 bei der Völkerbundsverwaltung in der Abteilung Volkswohlfahrt tätig.
Koßmann, der auf katholischer Seite zu den Gegnern des Reichskonkordats gehörte, stand dem NS-Regime ablehnend gegenüber. Bereits bei den Feierlichkeiten zur Angliederung des Saarlandes an das Deutsche Reich am 1. März 1935 vermied er es demonstrativ, die anwesende NS-Prominenz mit dem Hitlergruß zu grüßen. Ab 1942 nahm die Gestapo erste Ermittlungen gegen Koßmann auf. Zu den Vorwürfen, mit denen man ihn konfrontierte, gehörte, dass „er die ‚Fahne des Dritten Reiches‘ bewusst nicht grüßen würde.“ Tatsächlich war er in die Pläne des Widerstandskreises um Carl Friedrich Goerdeler bedingt eingeweiht und im Schattenkabinett Beck/Goerdeler für den Fall eines gelungenen Staatsstreiches als Politischer Unterbeauftragter im Wehrkreis XII (Wiesbaden) eingeplant. Zwei Tage nach dem Attentat vom 20. Juli 1944 wurde er in Forbach verhaftet. Zunächst war er im Gestapo-Lager Neue Bremm inhaftiert und wurde danach u. a. in das KZ Ravensbrück überstellt. Vor dem Volksgerichtshof wurde Koßmann am 19. Januar 1945 freigesprochen, blieb aber dennoch bis zum 12. Februar 1945 in Haft. Danach wurde er bis zum Ende des Zweiten Weltkrieges durch die Gestapo überwacht.
Nach Kriegsende gehörte er zu den Mitbegründern der CVP. Koßmann war Mitglied der Verfassungskommission des Saarlandes, welche die Verfassung des Saarlandes ausarbeitete. Am 5. Oktober 1947 wurde er in den neu gegründeten Landtag des Saarlandes gewählt, dem er bis zu seinem Tod am 9. August 1952 angehörte. Zudem war er ab dem 15. Dezember 1947 Vizepräsident des Saarländischen Landtages. Koßmann setzte sich für den friedlichen Ausgleich zwischen Frankreich und Deutschland ein und sprach sich – im Gegensatz zu Johannes Hoffmann – gegen eine wirtschaftliche und politische Angliederung des Saarlandes an Frankreich aus. Sein Nachlass, der insbesondere Sitzungsprotokolle der Regierungskommission des Saargebiets enthält, ist im Landesarchiv Saarbrücken überliefert. Koßmann starb 68-jährig in Homburg.
Bartholomäus Koßmann war seit dem 12. September 1911 verheiratet mit Helene Kiesgen (1889–1961); sie hatten fünf Kinder: Helene, Peter, Maria (1915–1995), Felix (1920–2016) und Hildegard.

## Ehrungen
- 1946: Ehrenvorsitzender der CVP.
- 2003: Einrichtung der Bartholomäus-Koßmann-Stiftung durch die Gemeinde Eppelborn.[6]
- Die Gemeinde Eppelborn verleiht für langjähriges bürgerschaftliches Engagement die Bartholomäus-Koßmann-Medaille.
- Straßenbenennungen (Koßmannstraße) in Eppelborn, Neunkirchen, Saarbrücken und Sankt Ingbert.